# Gymnoderus foetidus
Gymnoderus foetidus е вид птица от семейство Котингови (Cotingidae), единствен представител на род Gymnoderus.

## Разпространение
Видът е разпространен в Боливия, Бразилия, Венецуела, Гвиана, Еквадор, Колумбия, Перу, Суринам и Френска Гвиана.